# Tokunaga Chinami
Tokunaga Chinami (徳永 千奈美 Tokunaga Chinami, Đức Vĩnh Thiên Nại Mĩ) là một thành viên trong nhóm Berryz Koubou của Hello! Project.

## Bài hát
- Favorite Brand/Designer: Kaparua
- Hello! Project Groups:
  - Hello! Project Kids
  - Berryz Koubou (2004–)
- Concert Units:
  - Hello! Project Shirogumi (2005)
  - Wonderful Hearts (2006–)
- Shuffle Units:
  - 2004: H.P. All Stars
- Khác:
  - Little Gatas (2004–2007)
  - Mix Gatas (2006)
  - Gatas Brilhantes H.P. (2007–)

## Tiểu sử
Tokunaga Chinami đã gia nhập Hello! Project với tư cách là một trong 15 thành viên của Hello! Project Kids. Vào năm 2004, là một trong 8 thành viên được chọn để hợp thành Berryz Koubou. Hiện Tokunaga vẫn còn là thành viên của nhóm này.
Cô ấy là một thành viên của Little Gatas và Mix Gatas và được gia nhập Gatas Brilhantes H.P. vào năm 2007.

## Công việc khác

### Đóng phim
- [2002] 仔犬ダンの物語 (Koinu Dan no Monogatari)
- [2004] Promise Land ～クローバーズの大冒険～ (Romaji: Promise Land ~Clovers no Daibouken~; English: Promise Land ~Clover’s Adventure~)

## Thông tin thêm
- Có một cô chị và 2 cô em gái.
- Các nghệ sĩ ưa thích của cô ấy là Inui Hiroshi, misono, AAA và Nakamura Ataru.
- Tự tiêu khiển bằng trò "Eyeball Relay" (đảo đôi mắt từ phía này sang phía kia).
- Được biết đến như một người thường hay pha trò trong các thành viên của Hello! Project. Ishikawa Rika đã lọc cô ấy ra từ một số trò đùa nghịch trước đây của cô ấy tại Gyao's Hello Pro Hour.
- Sưu tập những con thú nhồi bông nhỏ. Cô ấy thích nhất là con khủng long xanh nhỏ, trong loạt thú nhồi bông của Chobin.
- Trong tạp chí DVD gần đây nhất, Tokunaga đã thừa nhận rằng cô ấy muốn làm 1 chuyến du lịch vòng quanh thế giới với cả nhóm Berryz Koubou. Cô ấy nói rằng "Mỗi khi đáp xuống chúng tôi có thể nói 'Chúng tôi là nhóm Berryz Koubou' sau đó lại lên máy bay và bay đến một quốc gia khác".
- Cô ấy xuất hiện trên PV Boogie Train '03 cùng với Sudou Maasa, Tsugunaga Momoko và Umeda Erika.